# Solar dos Malafaias (Serrazes)

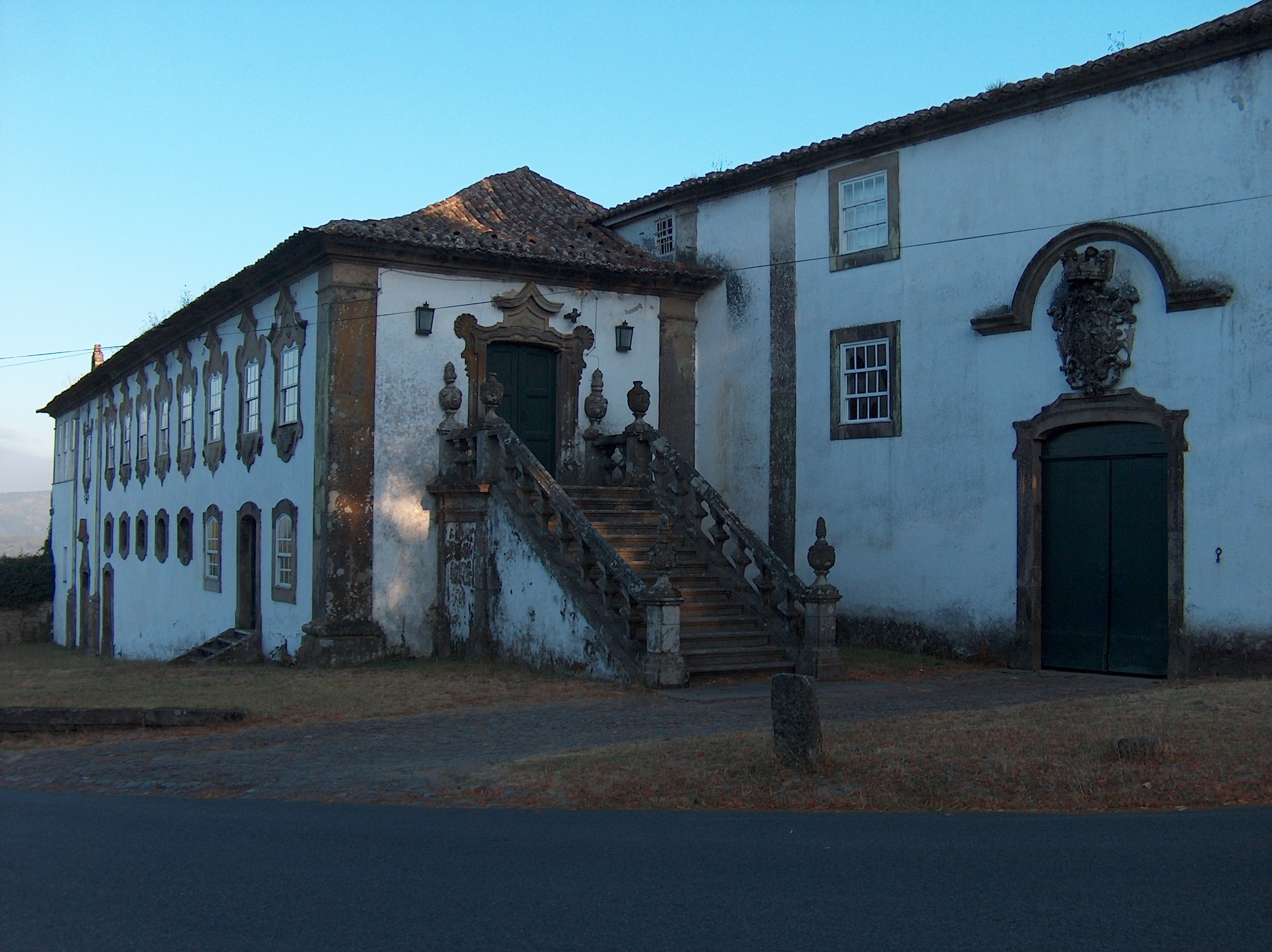
Vista geral da Casa das Quintãs

O Solar dos Malafaias, também conhecido por Casa das Quintãs, localiza-se em Serrazes, no município de São Pedro do Sul.
Foi construído em meados  do século XVIII, e habitado por Joaquim Telles de Malafaya Freire d' Almeida Mascarenhas, após ter abandonado o antigo Solar dos Malafaias situado em Santa Cruz da Trapa em virtude de junto a este último ter sido construída uma estrada, o que desagradou ao seu proprietário.
Este solar possui uma capela e na sua fachada pode-se observar um brasão com a coroa real.
Este solar de Serrazes está relacionado com um crime passional cometido em 22 de Julho 1917 em que foi morto o Dr. Augusto Telles de Malafaya, filho legitimado do dono Joaquim (neto de Joaquim Telles de Malafaya Freyre d' Almeida Mascarenhas). O “crime de Serrazes” foi muito falado na época e até foi publicado um livro chamado Uma Causa Célebre (O Crime de Serrazes) por José Soares da Cunha e Costa.